# Тибилов, Роберт Павлович
Ро́берт Па́влович Тиби́лов (осет. Тыбылаты Павелы фырт Роберт; род. 12 декабря 1961, Орджоникидзе) — советский борец вольного стиля, чемпион Европы и СССР. Двукратный обладатель Кубка мира, победитель международных турниров, победитель молодёжного первенства СССР, Европы и мира. Мастер спорта международного класса по вольной борьбе.

## Биография
Родился 12 декабря 1961 года в городе Орджоникидзе в осетинской семье. В возрасте 12 лет начал заниматься вольной борьбой у тренера Бориса Стафорандова. В 1980 году стал чемпионом СССР среди юношей. В 1981 году стал чемпионом СССР среди молодёжи. В 1982 году стал чемпионом Европы среди молодёжи. В 1983 году стал чемпионом мира среди молодёжи. В 1985 году стал чемпионом Европы, чемпионом СССР, обладателем Кубка мира (1983), (1985) победитель международного турнира в Тбилиси (1984) а также призёр (1983). Обладатель престижного кубка, Кубка Льва в Гётеборге (1984). В 1989 году ушёл с большого ковра. Боролся в весовых категориях 90 и 100 кг.
Окончил юридический факультет Северо-Осетинского государственного университета имени Коста Левановича Хетагурова.

## Спортивные достижения
- Чемпион Европы, Лейпциг (1985)
- Чемпион Европы среди молодёжи, Лейпциг (1982)
- Чемпион мира среди молодёжи, Анахайм (1983)
- Победитель Тбилисского международного турнира (1984), и призёр (1986)
- Победитель кубка мира Толидо (1983), (1985)
- Бронзовый призёр Летней спартакиады народов СССР, Минск (1986)
- Чемпион СССР, Якутск (1985), и призёр Орджоникидзе[уточнить] (1986)
- Чемпион СССР среди молодёжи, Фрунзе (1981) и призёр (1982, 1983)
- Чемпион СССР среди юношей, Львов (1980)
- Чемпион РСФСР, Махачкала (1989)
- Чемпион РСФСР среди юношей, Махачкала (1980)
- Победитель Кубка льва, Гётеборг (1984)
- Победитель турнира Trofeo millone, Палермо (1987)
- Серебряный призёр Открытого чемпионата Америки, Колорадо-Спрингс (1989)
- Победитель молодёжного турнира «Дружба-81» Плевен (1981)
- Обладатель Кубка СССР, Баку (1983)

## Награды и звания
Орден «Знак Почёта» 1985 год